# Algot Sandberg
Algot Gustaf Oskar Sandberg, född 3 mars 1865 i Stockholm, död 24 juni 1922 i Comano Terme, Trentino, Italien, var en svensk skådespelare, författare, översättare och tidningsman. 

## Biografi
Algot Sandberg tog studenten 1884 och blev redaktör för Gotlands Allehanda 1887–1898. Han var anställd som journalist vid Stockholms-Tidningen 1897–1902, men också senare verksam som pjäsförfattare. 1902 emigrerade han till USA och efter sin återkomst 1905, var han verksam som journalist och författare av romaner och folkpjäser, bland annat med Stockholmsmotiv och även några tidiga detektivromaner.
Han utgav 1915 tretton egna verk och 1916 var antalet 18. Denna stora produktivitet kritiserades av samtiden och i Strix skrev Ludvig Kumlien: "Hr Sandberg har varit i Amerika och fått lära sig arbeta. Hur mycket hinna egentligen dessa andra våra författare med om året, jämförda med Sandberg? ... Ut till Amerika med dem!"
Till Sandbergs tidiga framgångar hörde komedin 33.333 (uppförd 1911) som filmades 1924 av Gustaf Molander och av John Lindlöf 1936 samt Skeppargatan 40 (1909, tryckt som roman 1913). Victor Sjöström kom att spela hans pjäs Bomullskungen vid ett flertal tillfällen. 
Sandberg gifte sig 1887 med Alda Lundequist (1866–1951), i hennes första gifte, hon omgift 1901 med skeppsmätaren Nils Rosman. Hon var syster till skådespelaren Gerda Lundequist-Dahlström.

## Regi i urval
- 1912 – Farbror Johannes ankomst till Stockholm eller Hvad en glad frukost på Metropol kan ställa till

## Filmmanus
- 1912 – Farbror Johannes ankomst till Stockholm eller Hvad en glad frukost på Metropol kan ställa till
- 1913 – Lady Marions sommarflirt
- 1915 – Det var i maj

## Filmografi som skådespelare
- 1912 – Farbror Johannes ankomst till Stockholm eller Hvad en glad frukost på Metropol kan ställa till
- 1913 – Lady Marions sommarflirt

## Teater

### Roller
| År   | Roll | Produktion                                                               | Regi          | Teater           |
| ---- | ---- | ------------------------------------------------------------------------ | ------------- | ---------------- |
| 1912 |      | Stockholmsgreker, eller Olympen-Stadsgården-Stadion, revy Emil Norlander | Axel Ringvall | Kristallsalongen |

### Varia
- Gotland : förslag till turistfärder på ön. Stockholm. 1895. Libris 1510209 _ Särtryck ur STF:s årsskrift 1895.
- En moders fråga. Stockholm. 1906. Libris 3027337
- Kvinnorna och lifförsäkringen. Stockholm. 1906. Libris 3027335
- Ett bref till affärsman. Stockholm. 1907. Libris 3027321
- Brännvin, öl och lifförsäkring. Stockholm. 1907. Libris 3027323
- Lifförsäkring och bankkredit : en liten historia, tillägnad bankmän och kreditsökande. Stockholm. 1907. Libris 3027336
- Ett ord till våra jordbrukare. Stockholm. 1907. Libris 3027339
- Gurkodling i växthus. Stockholm: Wilhelmsson. 1916. Libris 1658143
- Teaterverksamheten i landsorten : ett kommittéförslag till dess ordnande  : några synpunkter. Stockholm. 1916. Libris 3027342
- Hämndens nät : en roman om kärlek och vedergällning. Idealböcker 10. Stockholm: Cirkelböcker. 1945. Libris 1414024

### Samlade upplagor och urval
- Valda romaner. [1-10]. Stockholm: Populära böcker. 1932. Libris 3027344